# Godzinowice (przystanek kolejowy)
Godzinowice – zlikwidowany kolejowy przystanek osobowy w Godzinowicach; w gminie Oława, w powiecie oławskim, w województwie dolnośląskim, w Polsce. Otwarty w 1910, zamknięty w 1966, zlikwidowany w 1973.